# Gymnosporia macrocarpa
Gymnosporia macrocarpa là một loài thực vật có hoa trong họ Dây gối. Loài này được Jordaan mô tả khoa học đầu tiên năm 2000.